# クリヒデ
クリヒデ（1958年3月6日 - 不明）は日本の競走馬。主な優勝レースは天皇賞（秋）（1962年）。1962年、啓衆社賞最優秀5歳以上牝馬。
繁殖牝馬としてもカブトヤマ記念勝ち馬のクリアヤメ、アルゼンチン共和国杯勝ち馬のクリイワイを出産。直系子孫にはローズムーン、グレートホープ、ローレルゲレイロ、ノースブリッジ、ディープボンドなどの活躍馬がいる。

## 血統表
| クリヒデの血統              | クリヒデの血統                                 | クリヒデの血統      | （血統表の出典） | （血統表の出典） |
| 父 クリノハナ 栗毛 1949     | 父の父*プリメロ Primero 1931 鹿毛 アイルランド | Blandford           | Swynford         | Swynford         |
| 父 クリノハナ 栗毛 1949     | 父の父*プリメロ Primero 1931 鹿毛 アイルランド | Blandford           | Blanche          |                  |
| 父 クリノハナ 栗毛 1949     | 父の父*プリメロ Primero 1931 鹿毛 アイルランド | Athasi 1917         | Farasi           | Farasi           |
| 父 クリノハナ 栗毛 1949     | 父の父*プリメロ Primero 1931 鹿毛 アイルランド | Athasi 1917         | Athgreany        |                  |
| 父 クリノハナ 栗毛 1949     | 父の母オホヒカリ 1943 栗毛 日本                | *月友 1932          | Man o'War        | Man o'War        |
| 父 クリノハナ 栗毛 1949     | 父の母オホヒカリ 1943 栗毛 日本                | *月友 1932          | *星友 Alzada     |                  |
| 父 クリノハナ 栗毛 1949     | 父の母オホヒカリ 1943 栗毛 日本                | *アイリッシュアイズ | Treclare         | Treclare         |
| 父 クリノハナ 栗毛 1949     | 父の母オホヒカリ 1943 栗毛 日本                | *アイリッシュアイズ | Liena            |                  |
| 母 ケンタツキー 栃栗毛 1947 | 母の父ダイオライト 1927 黒鹿毛 イギリス        | Diophon             | Grand Parade     | Grand Parade     |
| 母 ケンタツキー 栃栗毛 1947 | 母の父ダイオライト 1927 黒鹿毛 イギリス        | Diophon             | Donnetta         |                  |
| 母 ケンタツキー 栃栗毛 1947 | 母の父ダイオライト 1927 黒鹿毛 イギリス        | Needle Rock         | Rock Sand        | Rock Sand        |
| 母 ケンタツキー 栃栗毛 1947 | 母の父ダイオライト 1927 黒鹿毛 イギリス        | Needle Rock         | Needlepoint      |                  |
| 母 ケンタツキー 栃栗毛 1947 | 母の母英月 1938 鹿毛                           | トウルヌソル        | Gainsborough     | Gainsborough     |
| 母 ケンタツキー 栃栗毛 1947 | 母の母英月 1938 鹿毛                           | トウルヌソル        | Soliste          |                  |
| 母 ケンタツキー 栃栗毛 1947 | 母の母英月 1938 鹿毛                           | セレタ              | Ballyeaston      | Ballyeaston      |
| 母 ケンタツキー 栃栗毛 1947 | 母の母英月 1938 鹿毛                           | セレタ              | The Shrew        |                  |

- 全兄に1960年天皇賞（春）勝ち馬のクリペロがいる。
- 祖母英月（競走馬名テツバンザイ）は1941年阪神優駿牝馬勝ち馬。